# Виктория Саксен-Кобург-Готская (1822—1857)
Принцесса Виктория Саксен-Кобург-Готская (14 февраля 1822 — 10 декабря 1857) — принцесса Саксен-Кобург-Готская, в браке — герцогиня Немурская.

## Биография

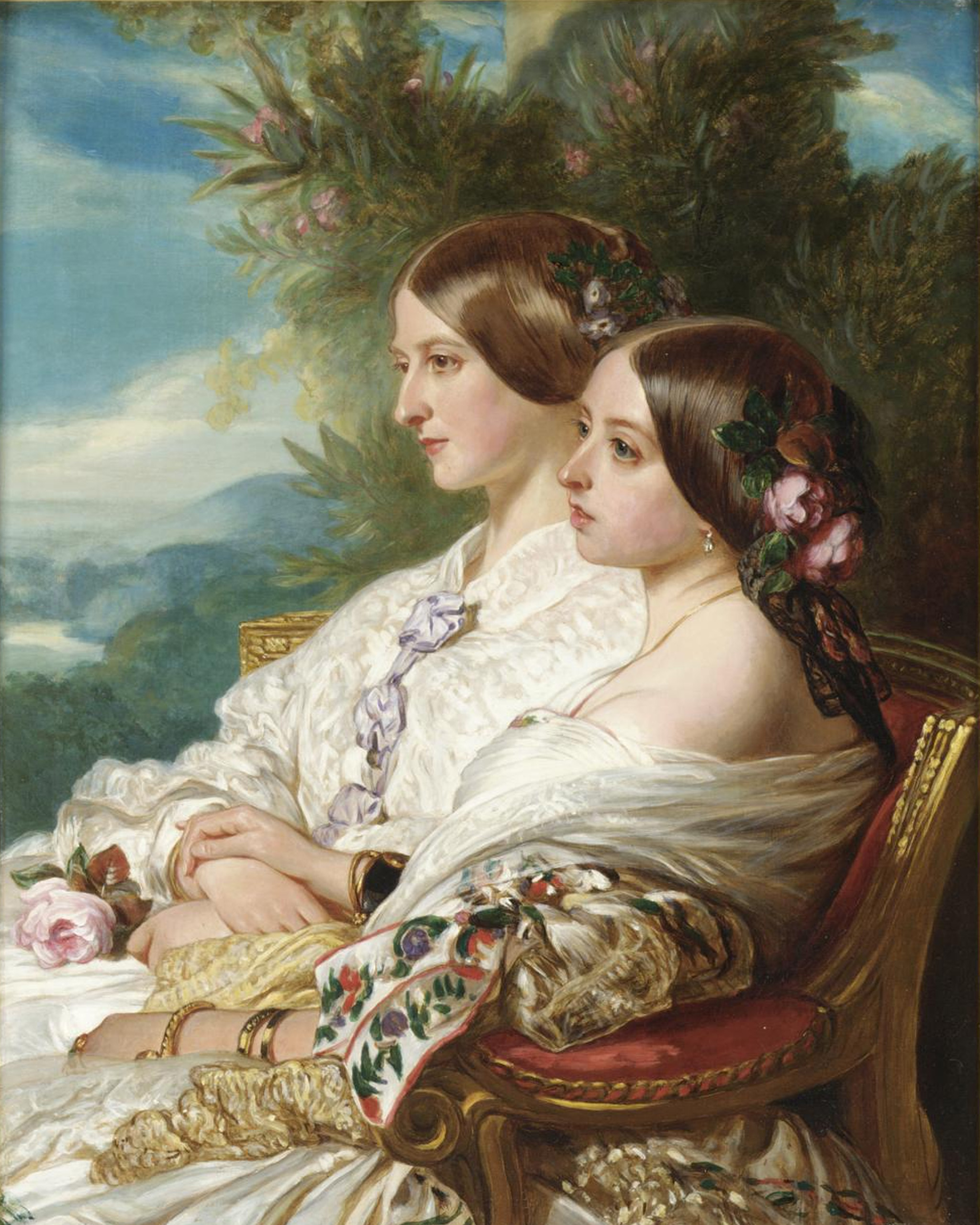
Виктория Саксен-Кобург-Готская (слева) и королева Виктория

Единственная дочь принца Фердинанда Саксен-Кобург-Заальфельдского (1785—1851) и его супруги Марии Антонии Кохари (1797—1862). Британская королева Виктория и её супруг Альберт Саксен-Кобург-Готский, король Бельгии Леопольд II и императрица Мексики Шарлотта приходились Виктории двоюродными братьями и сёстрами. В 1836 году старший брат Виктории Фердинанд женился на португальской королеве Марии II, а на следующий год стал королём-консортом Португалии Фернанду II.
Родилась и выросла в Вене в родительском дворце на Фаворитенштрассе. 27 апреля 1840 года в замке Сен-Клу принцесса Виктория Саксен-Кобург-Готская вышла замуж за Луи, герцога Немурского, сына короля Франции Луи-Филиппа и его супруги Марии Амалии Неаполитанской. Во время февральской революции в 1848 году семья бежала из Парижа и через Брюссель эмигрировала в Англию.
Проживали в замке Клермон в окрестностях Лондона, который предоставил им в полное распоряжение король бельгийский Леопольд I. Герцогиня Немурская была очень дружна со своей кузиной королевой Викторий и проводила много времени в ее резиденции в качестве гостя в Осборн-хаусе.
В браке родила четверых детей и умерла через полтора месяца после рождения последнего ребёнка — принцессы Бланки — 10 декабря 1857 года и была похоронена в часовне в Вейбридже. Ее останки были перенесены в Королевскую часовню Дре, традиционное захоронение дома Орлеанов, в 1979 году.
Дети:
- Гастон (1842—1922), граф д’Э, женился на Изабелле Браганса, императорской принцессе Бразилии;
- Фердинанд (1844—1910), герцог Алансонский, женился на Софии Баварской;
- Маргарита (1846—1893), вышла замуж за польского принца Владислава Чарторыйского;
- Бланш (28.10.1857—04.02.1932), умерла незамужней.

## Титулы
- 14 февраля 1822 — 27 июня 1826: Её Светлость Принцесса Виктория Саксен-Кобург-Заальфельдская, герцогиня Саксонская
- 27 июня 1826 — 27 апреля 1840: Её Светлость Принцесса Виктория Саксен-Кобург-Готская, герцогиня Саксонская
- 27 апреля 1840 — 10 декабря 1857: Её Королевское Высочество Герцогиня Немурская